# Vor Tids Dame
Vor Tids Dame er en dansk stum romantisk dramafilm fra 1912 produceret af Nordisk Films Kompagni og instrueret af Eduard Schnedler-Sørensen efter manuskript af Peter Lykke-Seest.
Filmen havde premiere den 19. november 1912 i Panoptikon Teatret og blev i tysktalende lande distribueret som Eine Dollarprinzessin, i engelsktalende lande som A Modern Girl og i fransktalende lande som Nos Femmes Modernes. 

## Handling
Den unge Grev Berner mister pludselig sin formue og rejser til New York for at prøve lykken der. Med sit vindende væsen og sit store gåpåmod avancerer han hurtigt fra havnearbejder til chauffør for en kendt millionær. Først da han indleder et forhold til millionærens datter Anny, kommer han i problemer. En af hendes jaloux bejlere gør nemlig alt for at skaffe Berner af vejen.

## Medvirkende
- Viking Ringheim som Stevenson, millionær
- Clara Wieth som Anny, Stevensons datter
- Valdemar Psilander som Greve Hans v. Berner
- Lauritz Olsen som Pullman, bankier
- Torben Meyer
- Axel Boesen